# نهر كوتينغو
نهر كوتينجو (بالبرتغالية: Rio Cotingo‏) نهر ولاية رورايما في شمال البرازيل، وهو أحد روافد نهر سورومو. يتدفق عبر أراضي رابوسا سيرا دو سول الأصلية. لسنوات عديدة كان هناك نقاش حول بناء مشروع رئيسي للطاقة الكهرومائية على النهر.

## حوض النهر
يقع نهر كوتينجو عند منابع جبل رورايما في منطقة مرتفعات غيانا. يقع الجزء العلوي من حوض نهر كوتينجو في حديقة موني رورايما، وهي منطقة محمية تم إنشاؤها في عام 1989 بالكامل في أراضي رابوسا سيرا دو سول الأصلية. 
يمتد النهر لحوالي 210 كيلومتر (130 ميل) حتى التقاء نهر سورومو، الذي يعتبر الرافد الرئيسي.
وهو يحتوي على امتدادات مستمرة من المنحدرات والشلالات.  تتمتع منطقة السافانا في حوض النهر بمناخ استوائي مع هطول الأمطار الموسمية الاستوائية.

### في الحفظ
فهي موطن لببغاء الشمس (Aratinga solstitialis) ، وطائر ريو برانكو (Cercomacra carbonaria) ، و شرشور فينش (Euphonia finschi) ، والملك الملتحي (Polystictus pectoralis) والهواري (Synallaxis kollari).
يتمتع حوض النهر بإمكانيات عالية للتعدين والزراعة وتربية المواشي والسياحة البيئية، ونتيجة لذلك هناك توتر بين السكان الهنود ومربي الماشية والمستوطنين.

### مشروع الطاقة الكهرومائية
تم وضع الخطط لمشروع الطاقة الكهرومائية على النهر. أجريت الدراسات الأولى لمشروع الطاقة الكهرومائية في السبعينيات. سيشمل مشروع الطاقة الكهرومائية المقترح بناء خمسة سدود على طول النهر.
في عام 2006 وافق مجلس الشيوخ الفيدرالي على مرسوم تشريعي يهدف إلى التصريح بالعمل، والذي سيتم تنفيذه في منطقة السكان الأصليين وسيؤثر على شعب إنغاريكو وماكوشي وباتامونا وتوريبانغ ووابيكسانا.
لم يتم فعل أي شيء بحلول عام 2011 وتحولت الأولوية في ولاية رورايما لبناء سد بيم كويرر على نهر برانكو.
سيكون للسد المخطط له قدرة محتملة تبلغ 136 ميجاوات وسيغمر منطقة تبلغ مساحتها 37 كيلومترًا مربعًا (14 ميل مربع). سيكلف 140 مليون دولار أمريكي. أول مجتمع تغمره الفيضانات سيكون تاماندوا في منطقة سيرا.
ستكون طاقة الرياح والطاقة الشمسية كافيتين لتلبية احتياجات الطاقة في رابوسا سيرا دو سول ، لكن المشروع سيكون قادرًا على توصيل الطاقة إلى الولاية بأكملها. كان السكان الأصليون قلقين بشأن التأثير البيئي وكذلك التدفق المتوقع للسكان غير الأصليين.